# Cortes, Surigao del Sur
Cortes là một đô thị hạng 5 ở tỉnh Surigao del Sur, Philippines. Theo điều tra dân số năm 2000 của Philippines, đô thị này có dân số 14.825 người trong 2.742 hộ.

## Các đơn vị hành chính
Cortes được chia thành 13 barangay.
- Balibadon
- Barobo
- Burgos
- Capandan
- Mabahin
- Madrelino
- Manlico
- Matho
- Poblacion
- Tag-Anongan
- Tigao
- Tuboran
- Uba